# Vrij Nederland (Londen)
Het Londense Vrij Nederland was een weekblad uitgegeven in Londen tijdens de Tweede Wereldoorlog mede op initiatief van directeur Paul Rijkens van Unilever en op aanbeveling van de Nederlandse regering in ballingschap, in de persoon van Adriaan Pelt.
Het blad had als ondertitel Je maintiendrai - Onafhankelijk weekblad voor alle Nederlanders. Ongeveer tegelijkertijd ontstond onafhankelijk van dit blad in Nederland het gelijknamige verzetsblad Vrij Nederland.
Het weekblad verscheen tussen 3 augustus 1940 en 23 februari 1946 onder hoofdredacteurschap van Marcus van Blankenstein. Overige betrokkenen waren onder meer Henri Wiessing, H.F. van der Kallen, Meyer Sluyser en A. den Doolaard. Albert Milhado, Joods sportjournalist en zakenman die was gevlucht uit Den Haag, werd zakelijk leider. Het blad werd uitgegeven met behulp van de inkomsten uit contributies en advertenties en kreeg geen overheidssubsidie. Het blad verscheen in een oplage van meer dan 10.000 exemplaren en werd verspreid in 48 landen.

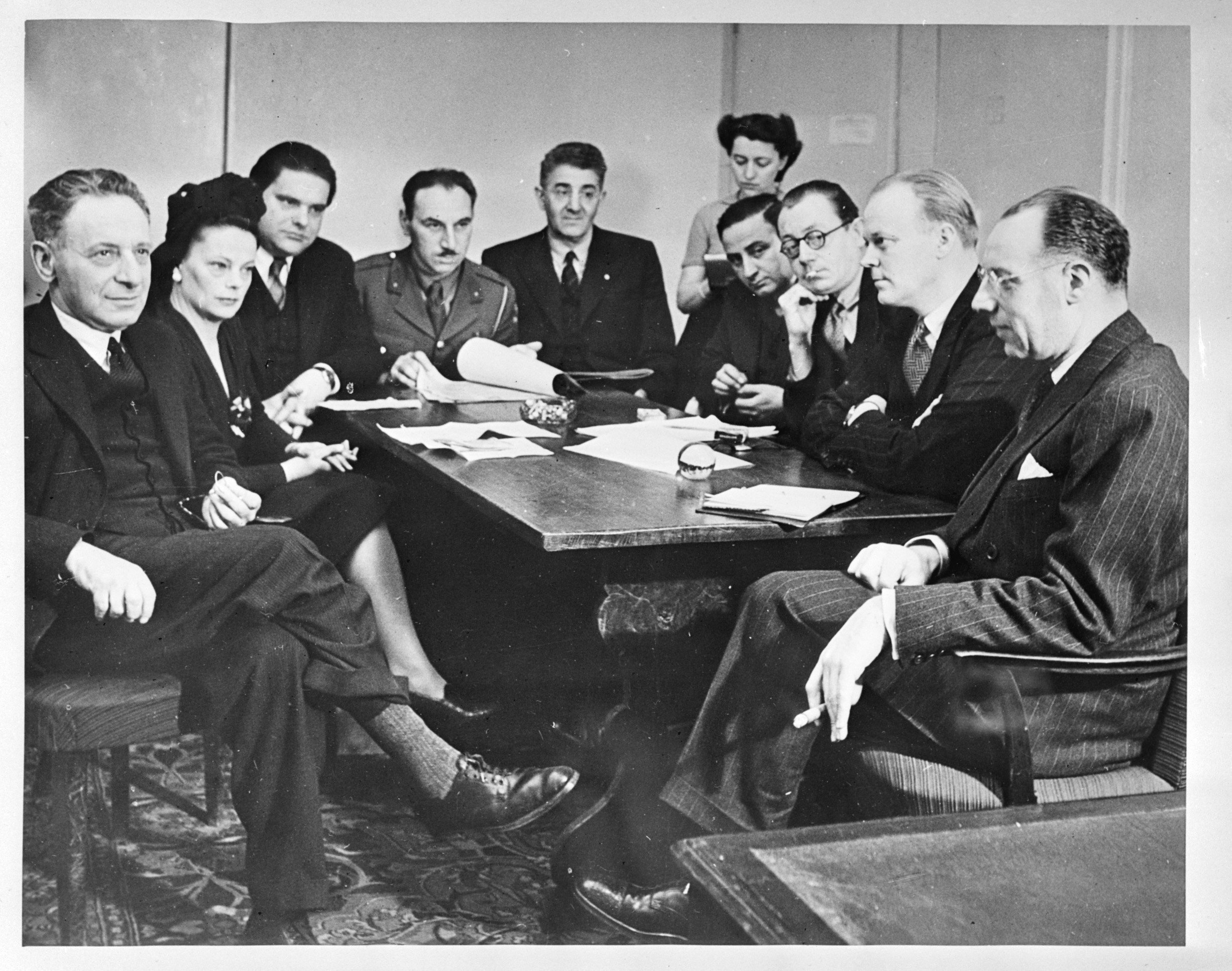
Redactievergadering (London, 1944)
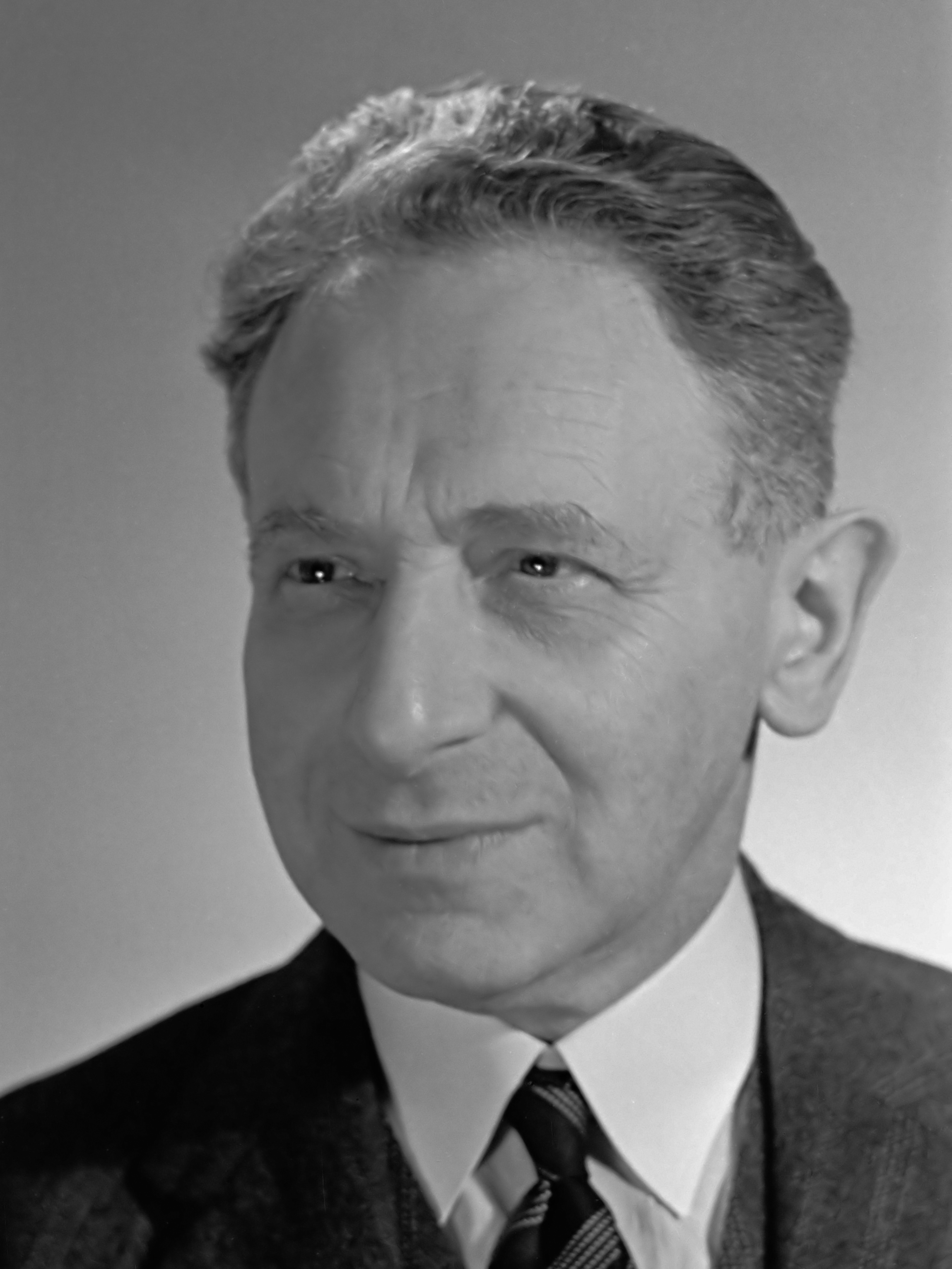
Hoofdredacteur Marcus van Blankenstein
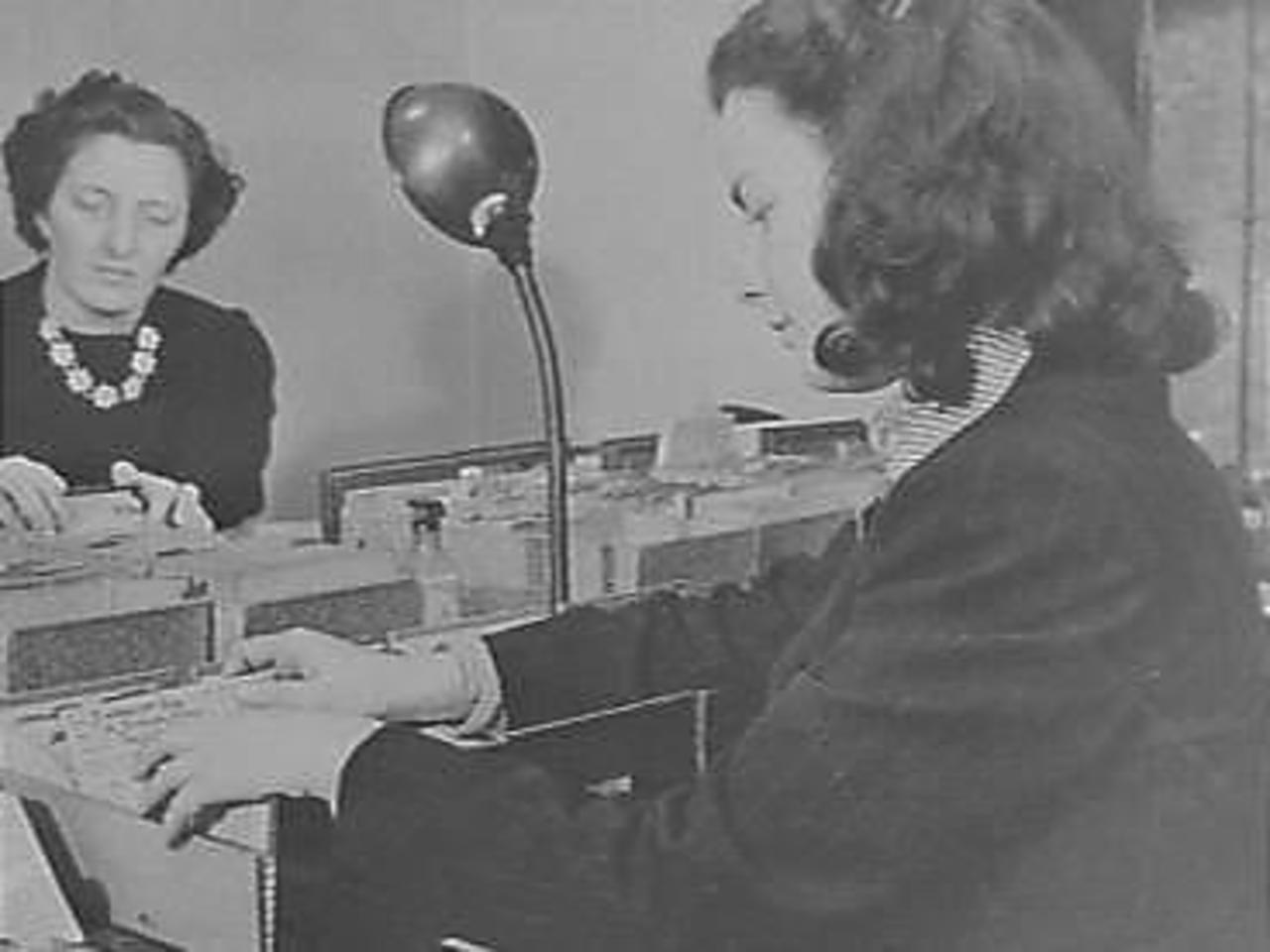
Abonnementen- administratie (1944)